# Kingston (Kent)
Kingston – wieś w Anglii, w hrabstwie Kent, w dystrykcie Canterbury. Leży 8 km na południowy wschód od miasta Canterbury i 95 km na wschód od centrum Londynu.
W 2001 miejscowość liczyła 444 mieszkańców.